# 松江警察署
松江警察署（まつえけいさつしょ）は、島根県警察が管轄する警察署の一つである。筆頭警察署で、署長は警視正である。

## 所在地
- 島根県松江市袖師町5番10号

## 管轄区域
- 松江市

## 沿革
- 1948年（昭和23年）3月7日 - 旧警察法施行により宍道町を除く八束郡を管轄する国家地方警察島根県八束地区警察署、自治体警察として松江市を管轄する松江市警察署、八束郡宍道町を管轄する宍道町警察署に分割する。
- 1949年（昭和24年）10月 - 松江市警察署を松江市殿町1番地54に新築移転。
- 1951年（昭和26年）10月1日 - 宍道町警察署を廃止し国家地方警察に編入。八束地区警察署は国家地方警察島根県松江地区警察署に改称。
- 1954年（昭和29年）7月1日 - 警察法全部改正により島根県警察が発足。松江地区警察署と松江市警察署が統合し島根県松江警察署となる。庁舎は旧松江地区警察署を使用。
- 1960年（昭和35年）8月1日 - 課制に移行。総務・交通・公安・刑事・保安の5課を設置。
- 2007年（平成19年）12月29日 美保関駐在所を森山駐在所に統合。

## 組織
- 総務課 - 総務係、被害者支援係、警察相談係
- 留置管理課 - 留置管理係
- 会計課 - 会計係、遺失物係
- 生活安全課 - 生活安全係、人身安全係、少年係、特別法犯捜査係
- 地域課 - 地域第一係、地域第二係、通信指令係、パトロール係
- 刑事第一課 - 刑事指導係、告訴・告発対応係、強行第一係、強行第二係、盗犯係、鑑識係
- 刑事第二課 - 知能犯係、組織犯罪係、特殊詐欺捜査係
- 交通総務課 - 交通総務係、交通規制係
- 交通捜査課 - 交通捜査指導係、交通捜査第一係、交通捜査第二係、交通捜査第三係
- 警備課 - 警備係

## 交番
（）の中は所在地。
- 松江駅前交番（松江市朝日町478番地18）
  - 和多見町、八軒屋町、白潟本町、魚町、灘町、天神町、寺町、幸町、横浜町、袖師町、伊勢宮町、大正町、東朝日町、朝日町、御手船場町、津田町、新雑賀町、本郷町、竪町、雑賀町、新町、松尾町、栄町、西津田町（1丁目・7丁目・8丁目）
- 川津交番（松江市学園2丁目30番8号）
  - 菅田町、西川津町（下追子を除く）、上東川津町、下東川津町、学園（1丁目・2丁目）、福原町、坂本町、川原町、東持田町、西持田町、北陵町、上本庄町（旭ノ森）、大輪町（島大附属小学校・幼稚園）
- 内中原交番（松江市内中原町124番地12）
  - 東本町（1丁目～5丁目）、向島町、学園南（1丁目・2丁目）、北田町、末次本町、殿町、南田町、米子町、母衣町、東茶町、西茶町、末次町、苧町、中原町、内中原町、外中原町、砂子町、南平台、国屋町、片原町、堂形町、千鳥町、大輪町（附属小学校及び幼稚園を除く）、奥谷町、石橋町、東奥谷町（南区）、北堀町、西川津（下追子）
- 比津交番（松江市比津町459番地1）
  - 上佐陀町（向陽台団地を除く）、下佐陀町、西生馬町、東生馬町、薦津町、浜佐田町、比津町、比津が丘（1丁目～5丁目）、法吉町、西法吉町、うぐいす台、淞北台、春日町、黒田町
- 津田交番（松江市東津田町1168番地5）
  - 東津田町、西津田町（2丁目～6丁目・9丁目・10丁目）、矢田町（来美住宅北側及び間内を除く）、青葉台
- 古志原交番（松江市古志原3丁目1番17号）
  - 古志原（1丁目～7丁目）、上乃木〔6丁目～9丁目（永砂自治会を除く）・10丁目〕、八雲台（1丁目・2丁目）、一の谷町、大庭町、山代町、大草町、佐草町、矢田町（来美住宅の北側）
- 乃木交番（松江市田和山町80番地1）
  - 浜乃木町、浜乃木（1丁目～8丁目）、上乃木町（1丁目～5丁目、7丁目向自治会・9丁目永砂自治会）、嫁島町、西嫁島町（1丁目～3丁目）、乃木福富町、乃白町、平成町、東忌部町、西忌部町、田和山町
- 東出雲交番（松江市東出雲町揖屋713番地1）
  - 東出雲町揖屋、東出雲町出雲郷、東出雲町意宇南（1丁目～6丁目）、東出雲町今宮、東出雲町春日、東出雲町内馬、東出雲町須田、東出雲町錦浜、東出雲町錦新町（1丁目～8丁目）、東出雲町下意東、東出雲町上意東

## 駐在所
（）の中は所在地。
- 竹矢駐在所（松江市八幡町276番15）
  - 竹矢町、馬潟町、矢田町（間内）、八幡町、富士見町、意宇町
- 八雲駐在所（松江市八雲町西岩坂954番地2）
  - 八雲町西岩坂、八雲町東岩坂、八雲町熊野、八雲町日吉、八雲町平原
- 玉湯駐在所（松江市玉湯町玉造1421番地1）
  - 玉湯町玉造、玉湯町大谷、玉湯町林、玉湯町布志名、玉湯町湯町
- 宍道駐在所（松江市宍道町佐々布254番地8）
  - 宍道町宍道、宍道町白石、宍道町昭和、宍道町佐々布、宍道町伊志見、宍道町昭和新田
- 来待駐在所（松江市宍道町東来待985番地1）
  - 宍道町上来待、宍道町東来待、宍道町西来待
- 朝酌駐在所（松江市朝酌町81番地6）
  - 西尾町、朝酌町、福富町、大井町、大海崎町
- 本庄駐在所（松江市邑生町135番地10）
  - 上本庄町（旭ノ森を除く）、枕木町、長海町、手角町、野原町、邑生町、本庄町、新庄町、上宇部尾町
- 八束駐在所（松江市八束町波入257番地1）
  - 八束町江島、八束町遅江、八束町亀尻、八束町寺津、八束町入江、八束町波入、八束町二子、八束町馬渡
- 千酌駐在所（松江市美保関町千酌107番地4）
  - 美保関町管浦、美保関町笠浦、美保関町北浦、美保関町千酌
- 森山駐在所（松江市美保関町森山651番地4）
  - 美保関町森山、美保関町下宇部尾、美保関町諸喰、美保関町美保関、美保関町雲津、美保関町福浦、美保関町片江、美保関町七類
- 大芦駐在所（松江市島根町大芦2182番地4）
  - 島根町大芦、島根町加賀
- 野波駐在所（松江市島根町野波2403番地6）
  - 島根町野波、島根町多古、島根町野井
- 佐太駐在所（松江市鹿島町佐陀本郷660番地1）
  - 鹿島町佐陀本郷、鹿島町佐陀宮内（向陽台団地を除く）、鹿島町名分（佐陀宮内の飛び地及び一矢）、鹿島町片句（和谷）、鹿島町武代（八神川及び延長線以東）
- 秋鹿駐在所（松江市秋鹿町1091番地10）
  - 秋鹿町、大垣町、岡本町、上大野町、大野町、魚瀬町
- 古江駐在所（松江市古曽志町1517番地27）
  - 西長江町、東長江町、古曽志町、荘成町、西谷町、古志町、西浜佐陀町、打出町、上佐陀町（向陽台団地）、鹿島町佐陀宮内（向陽台団地）
- 恵曇駐在所（松江市鹿島町古浦607番地187）
  - 鹿島町古浦、鹿島町恵曇、鹿島町手結、鹿島町片句（和谷を除く）、鹿島町武代（八神川及び延長線以東を除く）
- 講武駐在所（松江市鹿島町北講武585番地8）
  - 鹿島町北講武、鹿島町上講武、鹿島町南講武、鹿島町名分（佐陀宮内の飛び地及び一矢を除く）、鹿島町御津

## 警備艇
- せきれい

## 管内で発生した主な事件
- 1981年（昭和56年）7月4日朝、八束郡（現：松江市）鹿島町名分（みょうぶん）の農道に停車してあった自動車の中から松江市在住の当時24歳の主婦の絞殺遺体が発見された事件。この主婦は前日消息を絶っており、司法解剖の結果失踪当日に殺害されたことまでは分かったが、殺害動機や被疑者の特定に至らず、未解決のまま1996年（平成8年）7月4日に公訴時効が成立した。
- 2012年（平成24年）9月27日 - 松江市内での女性行方不明事案[1]